# Шабер, Теодор
Теодор Шабер (16 марта 1758, Вильфранш-сюр-Сон, совр. департамент Рона — 27 апреля 1845, Гренобль) — французский дивизионный генерал.

## Биография
Сын парикмахера. Поступил на военную службу простым солдатом в пехотный полк Бурбонне в декабре 1774 года. После революции начал быстро продвигаться по службе. Подполковник гренадерского батальона (1793). Принимал участие в подавлении восстания в Лионе, имел репутацию радикального якобинца. В октябре 1793 года был арестован, и, находясь в тюрьме, произведён в бригадные генералы. Освобождённый из тюрьмы в феврале 1794 года, был направлен в Восточно-Пиренейскую армию, где хорошо зарекомендовал себя в боях против испанцев. В 1795 году был переведён в Альпийскую армию.
Будучи популярным в армии, в 1798 году был избран в Совет Пятисот. Неоднократно выступал с речами, в том числе против роялистов и эмигрантов. Будучи идейным сторонником революции, с приходом к власти генерала Бонапарта вернулся к войскам, служил дивизиями в Дунайской, Гельветической и Итальянской армиях. Вернувшись после этого в Париж, Шабер в 1802 году проголосовал против пожизненного консульства Наполеона. Несмотря на это, в следующем году стал комендантом департамент Эндр и Луара. Вскоре после учреждения ордена Почётного легиона, Наполеон сделал Шабера кавалером ордена.
Спустя несколько лет Наполеон направил Шабера в Испанию в составе корпуса генерала Дюпона. В сражении при Байлене Шабер командовал авангардом корпуса, причём под ним было убито две лошади. Попав в окружение, и далеко не исчерпав попыток прорвать его, Дюпон подписал с испанскими герильясами акт о капитуляции, после чего получил разрешение вернуться вместе с другими генералами во Францию, где всех их предали военному суду. Шабер был разжалован и вышел в отставку, находился под полицейским наблюдением. Тем не менее, в 1809 году Наполеон возвёл его в достоинство барона Империи.
В 1814 году, когда войска союзников приблизились к границам Франции, Шабер, желая принять участие в защите своей страны, попросил генерала Дессе принять его волонтёром в свои войска. Он действительно был принят на службу волонтёром и принял активное участие в боях.
После Первой реставрации Бурбонов отправлен в отставку. По состоянию на весну 1815 года являлся комендантом департамента Верхние Альпы. Активно поддержал Наполеона во время Ста дней, воспрепятствовав герцогу Ангулемскому собрать отряды для противостояния Наполеону. За это получил чин генерал-лейтенанта (аналог дивизионного генерала). Служил в Альпийской армии под началом маршала Сюше. После Второй реставрации все производства периода Ста дней были отменены, и Шабер снова стал считаться генерал-майором. Через год после Июльской революции 1830 года был подтверждён в чине генерал-лейтенанта. В 1842 году вышел в отставку.
Имя генерала Шабера написано на южной стороне Триумфальной арки в Париже.